# 奥格-拉迪施
奥格-拉迪施是奥地利施蒂利亚州费尔德巴赫县的一个市镇。总面积4.48平方公里，总人口287人，人口密度64.1人/平方公里（2001年）。